# Grand Prix automobile du Brésil 2018
GP précédent GP suivant
Le Grand Prix automobile du Brésil 2018 (Formula 1 Grande Prêmio do Brazil 2018) disputé le 11 novembre 2018 sur l'Autodromo José Carlos Pace, est la 996e épreuve du championnat du monde de Formule 1 courue depuis 1950. Il s'agit de la 46e édition du Grand Prix du Brésil comptant pour le championnat du monde de Formule 1, la trente-septième courue sur l'Autodrome José Carlos Pace d'Interlagos et de la vingtième manche du championnat 2018.
Entre les gouttes, la pluie n'étant toutefois pas assez intense et régulière pour obliger les pilotes à passer les pneus intermédiaires, Lewis Hamilton se montre, par deux fois, le plus rapide lors de la troisième phase des qualifications. À sa seconde tentative, il bat, en 1 min 07 s 281, le record du circuit José Carlos Pace et réalise sa dixième pole position de la saison, la quatre-vingt-deuxième de sa  carrière et la centième de Mercedes Grand Prix depuis Juan Manuel Fangio au volant d'une Flèche d'Argent au Grand Prix de France 1954. Le nouveau quintuple champion du monde britannique devance Sebastian Vettel, son principal rival de la saison, de 93 millièmes de seconde ; leurs coéquipiers respectifs occupent la deuxième ligne, Valtteri Bottas précédant Kimi Räikkönen. Si les Red Bull Racing, repoussées à une demi-seconde suivent, Daniel Ricciardo est pénalisé d'un recul de cinq places après le changement de son turbocompresseur. En conséquence, Marcus Ericsson accompagne Max Verstappen en troisième ligne. Les Sauber se montrent performantes sur le tracé brésilien puisque Charles Leclerc est juste derrière son coéquipier, en quatrième ligne aux côtés de Romain Grosjean. Pierre Gasly et Kevin Magnussen s'élancent de la cinquième ligne.
Déjà sacré champion du monde, pour la cinquième fois, deux semaines plus tôt au Mexique, Lewis Hamilton bénéficie de circonstances inattendues pour remporter sa dixième victoire de la saison, la soixante-douzième de sa carrière, et offrir à Mercedes Grand Prix son cinquième titre consécutif de champion du monde des constructeurs, prolongeant ainsi le règne sans partage de l'écurie allemande depuis les débuts de l'ère des moteurs turbocompressées à double système de récupération d'énergie, en 2014. La victoire échappe à Max Verstappen, dominateur au volant de sa RB14 qui surclasse tous ses rivaux sur le circuit pauliste. Parti cinquième, il double un à un les pilotes qui le précèdent, dépasse Hamilton au dix-huitième tour pour prendre la tête de l'épreuve puis creuse rapidement l'écart. Il parvient, plus que nul autre, à préserver ses pneumatiques ultra-tendres jusqu'à son arrêt du trente-cinquième tour, dépasse à nouveau Hamilton sous les vivats de la foule cinq boucles plus tard et se dirige vers une victoire imparable. Après le quarante-quatrième passage sur la ligne de chronométrage, dans les esses de Senna, il percute Esteban Ocon relégué à un tour, qui tentait de se dédoubler, ce qui l'envoie en tête-à-queue, abîmant également le fond plat de la Red Bull. Le temps de se remettre dans le sens de la marche, Hamilton est repassé devant et conserve une seconde d'avance sur la ligne d'arrivée tandis que Ocon est pénalisé d'un stop-and-go pour avoir causé la collision. Une fois descendu de sa machine, furieux, Verstappen se précipite vers la salle de pesée pour bousculer le pilote français, ce qui lui vaut une réprimande du pouvoir sportif. 
Kimi Räikkönen réussit à suffisamment gérer l'usure de ses pneumatiques pour monter sur la troisième marche du podium, suivi par Daniel Ricciardo, quatrième après être parti onzième et auteur d'un superbe dépassement sur Vettel par l'extérieur au virage no 1 au quarante-sixième tour. Ce dernier, comme Valtteri Bottas devant lui, doit observer deux arrêts au stand ; les deux pilotes terminent cinquième et sixième. Charles Leclerc, dans les points durant toute la course, passe la ligne d'arrivée en septième position, devant les pilotes Haas Romain Grosjean et Kevin Magnussen qui achèvent la course dans le même tour que le vainqueur. Sergio Pérez prend le dernier point en jeu à un tour. 
Le champion du monde 2018, Hamilton (383 points) devance désormais Vettel (302 points) de 81 points à une épreuve du terme de la saison à Abou Dabi. Räikkönen (251 points) reste solidement accroché à sa troisième place devant Bottas (237 points), sous la menace de Verstappen (234 points). Avec 158 points, Ricciardo est sixième et le restera alors que Nico Hülkenberg n'est pas encore assuré de terminer « meilleur des autres » avec 69 points, Pérez (58 points), Magnussen (55 points), Alonso (50 points) et Ocon (49 points) étant mathématiquement en mesure de le dépasser. Mercedes Grand Prix (585 points) obtient son cinquième titre consécutif au championnat du monde des constructeurs depuis 2014. Avec 620 points, l'écurie dirigée par Toto Wolff devance la Scuderia Ferrari (555 points) de 65 unités. Red Bull Racing (392 points) terminera troisième de ce championnat. Suivent Renault (114 points), Haas (90 points), McLaren (62 points), Racing Point Force India (48 points), Sauber (42 points), Toro Rosso (33 points) et Williams (7 points).

## Contexte
Si le titre mondial des pilotes n'est plus en jeu, Lewis Hamilton abordant cette course déjà sacré pour la cinquième fois de sa carrière, après avoir terminé quatrième du Grand Prix du Mexique, le titre de champion du monde des constructeurs reste à attribuer. 
Mercedes Grand Prix, qui possède une avance de 55 points sur la Scuderia Ferrari doit conserver un écart au moins égal à 43 points à l'arrivée de la course brésilienne pour poursuivre une série entamée en 2014, et enlever un cinquième titre consécutif.

## Pneus disponibles
| Pneus pour piste sèche | Pneus pour piste sèche | Pneus pour piste sèche | Pneus pluie    | Pneus pluie |
| ---------------------- | ---------------------- | ---------------------- | -------------- | ----------- |
| Super tendres          | Tendres                | Médiums                | Intermédiaires | Pluie       |

## Essais libres

### Première séance, le vendredi de 11 h à 12 h 30
| Pos. | Pilote           | Voiture            | Chrono         | Écart     |
| ---- | ---------------- | ------------------ | -------------- | --------- |
| 1    | Max Verstappen   | Red Bull-TAG Heuer | 1 min 09 s 011 |           |
| 2    | Sebastian Vettel | Ferrari            | 1 min 09 s 060 | + 0 s 049 |
| 3    | Lewis Hamilton   | Mercedes           | 1 min 09 s 107 | + 0 s 096 |
| 4    | Daniel Ricciardo | Red Bull-TAG Heuer | 1 min 09 s 395 | + 0 s 384 |
| 5    | Kimi Räikkönen   | Ferrari            | 1 min 09 s 573 | + 0 s 562 |
| 6    | Valtteri Bottas  | Mercedes           | 1 min 09 s 679 | + 0 s 668 |

- Nicholas Latifi, pilote-essayeur chez Racing Point Force India, remplace Sergio Pérez au volant de la Force India VJM11 lors de cette séance d'essais[3].
- Antonio Giovinazzi, pilote-essayeur chez Sauber et engagé comme titulaire pour la saison 2019, remplace Marcus Ericsson au volant de la Sauber C37 lors de cette séance d'essais[4] ;
- Lando Norris, pilote-essayeur chez McLaren Racing et engagé comme titulaire pour la saison 2019, remplace Fernando Alonso dans cette séance[5].

### Deuxième séance, le vendredi de 15 h à 16 h 30
| Pos. | Pilote           | Voiture            | Chrono         | Écart     |
| ---- | ---------------- | ------------------ | -------------- | --------- |
| 1    | Valtteri Bottas  | Mercedes           | 1 min 08 s 846 |           |
| 2    | Lewis Hamilton   | Mercedes           | 1 min 08 s 849 | + 0 s 003 |
| 3    | Sebastian Vettel | Ferrari            | 1 min 08 s 919 | + 0 s 073 |
| 4    | Daniel Ricciardo | Red Bull-TAG Heuer | 1 min 09 s 164 | + 0 s 318 |
| 5    | Max Verstappen   | Red Bull-TAG Heuer | 1 min 09 s 339 | + 0 s 493 |
| 6    | Kimi Räikkönen   | Ferrari            | 1 min 09 s 412 | + 0 s 566 |

### Troisième séance, le samedi de 12 h à 13 h 30
| Pos. | Pilote           | Voiture            | Chrono         | Écart     |
| ---- | ---------------- | ------------------ | -------------- | --------- |
| 1    | Sebastian Vettel | Ferrari            | 1 min 07 s 948 |           |
| 2    | Lewis Hamilton   | Mercedes           | 1 min 08 s 165 | + 0 s 217 |
| 3    | Valtteri Bottas  | Mercedes           | 1 min 08 s 465 | + 0 s 517 |
| 4    | Kimi Räikkönen   | Ferrari            | 1 min 08 s 490 | + 0 s 542 |
| 5    | Max Verstappen   | Red Bull-TAG Heuer | 1 min 07 s 773 | + 0 s 785 |
| 6    | Daniel Ricciardo | Red Bull-TAG Heuer | 1 min 08 s 788 | + 0 s 840 |

## Séance de qualifications

### Résultats des qualifications
| Pos.                                                                                      | Pilote            | Écurie                            | Qualifications 1 | Qualifications 2 | Qualifications 3 |
| ----------------------------------------------------------------------------------------- | ----------------- | --------------------------------- | ---------------- | ---------------- | ---------------- |
| 1                                                                                         | Lewis Hamilton    | Mercedes                          | 1 min 08 s 464   | 1 min 07 s 795   | 1 min 07 s 281   |
| 2                                                                                         | Sebastian Vettel  | Ferrari                           | 1 min 08 s 452   | 1 min 07 s 776   | 1 min 07 s 374   |
| 3                                                                                         | Valtteri Bottas   | Mercedes                          | 1 min 08 s 492   | 1 min 07 s 727   | 1 min 07 s 441   |
| 4                                                                                         | Kimi Räikkönen    | Ferrari                           | 1 min 08 s 452   | 1 min 08 s 028   | 1 min 07 s 456   |
| 5                                                                                         | Max Verstappen    | Red Bull-TAG Heuer                | 1 min 08 s 205   | 1 min 08 s 017   | 1 min 07 s 778   |
| 6                                                                                         | Daniel Ricciardo  | Red Bull-TAG Heuer                | 1 min 08 s 544   | 1 min 08 s 055   | 1 min 07 s 780   |
| 7                                                                                         | Marcus Ericsson   | Sauber-Ferrari                    | 1 min 08 s 754   | 1 min 08 s 579   | 1 min 08 s 296   |
| 8                                                                                         | Charles Leclerc   | Sauber-Ferrari                    | 1 min 08 s 667   | 1 min 08 s 335   | 1 min 08 s 492   |
| 9                                                                                         | Romain Grosjean   | Haas-Ferrari                      | 1 min 08 s 735   | 1 min 08 s 239   | 1 min 08 s 517   |
| 10                                                                                        | Pierre Gasly      | Toro Rosso-Honda                  | 1 min 09 s 046   | 1 min 08 s 616   | 1 min 09 s 029   |
| 11                                                                                        | Kevin Magnussen   | Haas-Ferrari                      | 1 min 08 s 474   | 1 min 08 s 659   |                  |
| 12                                                                                        | Sergio Pérez      | Racing Point Force India-Mercedes | 1 min 09 s 217   | 1 min 08 s 741   |                  |
| 13                                                                                        | Esteban Ocon      | Racing Point Force India-Mercedes | 1 min 09 s 264   | 1 min 08 s 770   |                  |
| 14                                                                                        | Nico Hülkenberg   | Renault                           | 1 min 09 s 009   | 1 min 08 s 834   |                  |
| 15                                                                                        | Sergey Sirotkin   | Williams-Mercedes                 | 1 min 09 s 259   | 1 min 10 s 381   |                  |
| 16                                                                                        | Carlos Sainz Jr.  | Renault                           | 1 min 09 s 269   |                  |                  |
| 17                                                                                        | Brendon Hartley   | Toro Rosso-Honda                  | 1 min 09 s 280   |                  |                  |
| 18                                                                                        | Fernando Alonso   | McLaren-Renault                   | 1 min 09 s 402   |                  |                  |
| 19                                                                                        | Lance Stroll      | Williams-Mercedes                 | 1 min 09 s 441   |                  |                  |
| 20                                                                                        | Stoffel Vandoorne | McLaren-Renault                   | 1 min 09 s 601   |                  |                  |
| Temps minimal à réaliser pour la qualification : 1 min 12 s 979 (107 % de 1 min 08 s 205) |                   |                                   |                  |                  |                  |

### Grille de départ
- Daniel Ricciardo, auteur du sixième temps des qualifications, est pénalisé d'un recul de cinq places après l'installation de son sixième turbocompresseur ; il s'élance de la onzième place[9],[10] ;
- Esteban Ocon, auteur du treizième temps des qualifications, est pénalisé d'un recul de cinq places après le changement de sa boîte de vitesses ; il s'élance de la dix-huitième place[11],[12].

## Course

### Déroulement de l'épreuve
Le principal fait de course est l'accrochage du quarante-quatrième tour entre Max Verstappen, qui se dirige vers la victoire et Esteban Ocon qui roule à un tour. Ce dernier, en pneus neufs, arrive avec plus de vitesse dans les esses de Senna et tente de se dédoubler. Il en a au préalable demandé l'autorisation à son écurie. 
Il déboite au bout de la ligne droite et se porte à sa hauteur dans le virage no 1 ; l'accrochage est inévitable dans la mesure où le pilote néerlandais plonge à la corde au virage no 2 et, comme le dira Ocon dans une tentative de se dédouaner, il ne lui « laisse aucune place ». La Red Bull, fond plat abimé, part en tête-à-queue, Verstappen éructe dans son casque et, le temps de se remette dans le sens de la marche, en faisant un doigt d'honneur en direction de la Force India, il voit Lewis Hamilton lui passer devant pour remporter la course. 
« Si Ocon avait tout à fait raison de vouloir se dédoubler étant donné qu'il était nettement plus rapide à ce moment-là, il n'avait aucune raison d'affronter Verstappen comme s'il se battait pour sa première victoire en Formule 1 » note Ross Brawn, directeur du département sportif de la Formule 1. Il ajoute : « Peut-être que se battre à mort avec le leader de la course n'était pas le meilleur plan même quand ce pilote est celui avec qui vous avez eu des combats animés dans les formules inférieures. Dans l'ensemble, dimanche a aussi été une leçon pour Ocon, une leçon que lui et Max n'oublieront pas de sitôt. C'est juste une autre partie de leur courbe d'apprentissage ». Ocon est pénalisé d'un stop-and-go de dix secondes pour avoir causé cette collision.
Dans le parc fermé, une fois descendu de sa machine, Max Verstappen commence à répondre aux questions de Paul di Resta qui tient le micro officiel de la Formule 1, puis s'interrompt en apercevant Ocon qui entre dans la salle de pesée. Il se précipite vers lui et le bouscule à plusieurs reprises, lui criant dessus, le faisant reculer en le tapant de la main sur la poitrine. 
Cette altercation, filmée, conduit le pouvoir sportif à condamner Verstappen à effectuer deux journées de travail d'intérêt général. Les commissaires se montrent plutôt cléments en considérant son « manque à gagner », estimant avoir bien compris les raisons pour lesquelles il était « extrêmement énervé », sans avoir « l'intention de frapper Ocon ». 
Après coup, Jos Verstappen prend la défense de son fils en déclarant : « Peut-être que ce Max a fait n'était pas bien mais je comprends parfaitement ce qu'il a fait. On lui a volé une victoire et Ocon restait là à sourire stupidement. Nous ne devrions pas donner plus d'ampleur à cela que ça n'en a vraiment. Les joueurs de football se font des choses comme ça chaque weekend et Max est assez professionnel pour ne pas frapper quelqu'un. Je pense qu'il se retenait vraiment mais c'est une bonne chose qu'il y ait eu des personnes autour de lui. »
Dans le même temps, Esteban Ocon s'excuse : « Je suis désolé pour Verstappen. Il avait fait une superbe course et la victoire était à lui. Avoir un accident avec une voiture qui est à plus d'un tour du leader ne devrait pas avoir lieu, c'est malheureux et personne n'a envie de voir ça ». Revenant sur l'incident, Max Verstappen explique : « Esteban affichait un sourire narquois en me disant : « j'allais plus vite que toi » et cela m'a fait perdre mon sang froid. J'ai présenté mes excuses aux commissaires qui ont cependant compris le contexte de ma réaction à chaud ». Après avoir été entendus par les commissaires, Verstappen et Ocon se serrent la main.

### Classement de la course
| Pos. | no | Pilote            | Écurie                            | Tours | Temps/Abandon                           | Grille | Points |
| ---- | -- | ----------------- | --------------------------------- | ----- | --------------------------------------- | ------ | ------ |
| 1    | 44 | Lewis Hamilton    | Mercedes                          | 71    | 1 h 27 min 09 s 066 (210,606 km/h)      | 1      | 25     |
| 2    | 33 | Max Verstappen    | Red Bull-TAG Heuer                | 71    | + 1 s 469                               | 5      | 18     |
| 3    | 7  | Kimi Räikkönen    | Ferrari                           | 71    | + 4 s 764                               | 4      | 15     |
| 4    | 3  | Daniel Ricciardo  | Red Bull-TAG Heuer                | 71    | + 5 s 193                               | 11     | 12     |
| 5    | 77 | Valtteri Bottas   | Mercedes                          | 71    | + 22 s 943                              | 3      | 10     |
| 6    | 5  | Sebastian Vettel  | Ferrari                           | 71    | + 26 s 997                              | 2      | 8      |
| 7    | 16 | Charles Leclerc   | Sauber-Ferrari                    | 71    | + 44 s 199                              | 7      | 6      |
| 8    | 8  | Romain Grosjean   | Haas-Ferrari                      | 71    | + 51 s 230                              | 8      | 4      |
| 9    | 20 | Kevin Magnussen   | Haas-Ferrari                      | 71    | + 52 s 857                              | 10     | 2      |
| 10   | 11 | Sergio Pérez      | Racing Point Force India-Mercedes | 70    | + 1 tour                                | 12     | 1      |
| 11   | 28 | Brendon Hartley   | Toro Rosso-Honda                  | 70    | + 1 tour                                | 16     |        |
| 12   | 55 | Carlos Sainz Jr.  | Renault                           | 70    | + 1 tour                                | 15     |        |
| 13   | 10 | Pierre Gasly      | Toro Rosso-Honda                  | 70    | + 1 tour                                | 9      |        |
| 14   | 31 | Esteban Ocon      | Racing Point Force India-Mercedes | 70    | + 1 tour                                | 11     |        |
| 15   | 2  | Stoffel Vandoorne | McLaren-Renault                   | 70    | + 1 tour (dont 5 secondes de pénalité)  | 20     |        |
| 16   | 35 | Sergey Sirotkin   | Williams-Mercedes                 | 69    | + 2 tours                               | 19     |        |
| 17   | 14 | Fernando Alonso   | McLaren-Renault                   | 69    | + 2 tours (dont 5 secondes de pénalité) | 17     |        |
| 18   | 18 | Lance Stroll      | Williams-Mercedes                 | 69    | + 2 tours                               | 19     |        |
| Abd. | 27 | Nico Hülkenberg   | Renault                           | 32    | Surchauffe                              | 13     |        |
| Abd. | 9  | Marcus Ericsson   | Sauber-Ferrari                    | 20    | Dégâts multiples                        | 6      |        |

### Pole position et record du tour
- Pole position :  Lewis Hamilton (Mercedes) en 1 min 07 s 281 (230,561 km/h)[20].
- Meilleur tour en course :  Valtteri Bottas (Mercedes) en 1 min 10 s 540 (219,909 km/h) au soixante-cinquième tour[21].

### Tours en tête
- Lewis Hamilton (Mercedes) : 46 tours (1-18 / 44-71)[22]
- Max Verstappen (Red Bull Racing-Tag Heuer) : 22 tours (18-35 / 40-43)
- Daniel Ricciardo (Red Bull Racing-Tag Heuer) : 4 tours (36-39)

## Classements généraux à l'issue de la course
| Pos.     | Pilote            | Écurie                            | Points |
| -------- | ----------------- | --------------------------------- | ------ |
| Champion | Lewis Hamilton    | Mercedes                          | 383    |
| 2        | Sebastian Vettel  | Ferrari                           | 302    |
| 3        | Kimi Räikkönen    | Ferrari                           | 251    |
| 4        | Valtteri Bottas   | Mercedes                          | 237    |
| 5        | Max Verstappen    | Red Bull-TAG Heuer                | 234    |
| 6        | Daniel Ricciardo  | Red Bull-TAG Heuer                | 158    |
| 7        | Nico Hülkenberg   | Renault                           | 69     |
| 8        | Sergio Pérez      | Racing Point Force India-Mercedes | 58     |
| 9        | Kevin Magnussen   | Haas-Ferrari                      | 55     |
| 10       | Fernando Alonso   | McLaren-Renault                   | 50     |
| 11       | Esteban Ocon      | Racing Point Force India-Mercedes | 49     |
| 12       | Carlos Sainz Jr.  | Renault                           | 45     |
| 13       | Romain Grosjean   | Haas-Ferrari                      | 35     |
| 14       | Charles Leclerc   | Sauber-Ferrari                    | 33     |
| 15       | Pierre Gasly      | Toro Rosso-Honda                  | 29     |
| 16       | Stoffel Vandoorne | McLaren-Renault                   | 12     |
| 17       | Marcus Ericsson   | Sauber-Ferrari                    | 9      |
| 18       | Lance Stroll      | Williams-Mercedes                 | 6      |
| 19       | Brendon Hartley   | Toro Rosso-Honda                  | 4      |
| 20       | Sergey Sirotkin   | Williams-Mercedes                 | 1      |

| Pos.     | Écurie                            | Points |
| -------- | --------------------------------- | ------ |
| Champion | Mercedes                          | 620    |
| 2        | Ferrari                           | 553    |
| 3        | Red Bull-TAG Heuer                | 392    |
| 4        | Renault                           | 114    |
| 5        | Haas-Ferrari                      | 90     |
| 6        | McLaren-Renault                   | 62     |
| 7        | Racing Point Force India-Mercedes | 48     |
| 8        | Sauber-Ferrari                    | 42     |
| 9        | Toro Rosso-Honda                  | 33     |
| 10       | Williams-Mercedes                 | 7      |
| Exclu    | Force India-Mercedes              | 59     |

## Statistiques
Le Grand Prix du Brésil 2018 représente :
- la 82e pole position de Lewis Hamilton, sa dixième de la saison et sa troisième au Grand Prix du Brésil[25] ;
- la 100e pole position de Mercedes Grand Prix en tant que constructeur[26] ;
- la 72e victoire de Lewis Hamilton, sa dixième de la saison[27] ;
- la 86e victoire de Mercedes Grand Prix en tant que constructeur[28] ;
- la 172e victoire de Mercedes en tant que motoriste[29] ;
- le 5e titre mondial des constructeurs consécutif pour Mercedes Grand Prix[30].

Au cours de ce Grand Prix :
- Max Verstappen est élu « Pilote du jour » à l'issue d'un vote organisé sur le site officiel de la Formule 1[31] ;
- Emanuele Pirro (37 départs en Grands Prix de Formule 1, 3 points inscrits entre 1989 et 1991 et quintuple vainqueur des 24 Heures du Mans en 2000, 2001, 2002, 2006 et 2007) est nommé conseiller auprès des commissaires de course par la FIA pour les aider dans leurs jugements[32].